# Tengen
Tengen была издателем и разработчиком видеоигр, которая была создана разработчиком аркадных игр Atari Games. Atari была разделена на две отдельные компании. Atari Corporation была ответственна за компьютерные и консольные игры, а также аппаратное обеспечение. Ей принадлежали права на бренд Atari для этих областей. Atari Games была сформирована из аркадного подразделения Atari, и они были в состоянии использовать имя Atari на аркадные релизы, но не на консольные или компьютерные игры. Когда Atari Games хотела войти в рынок консольных игр, ей требовалось создать новый бренд, которые не использует название Atari.
Tengen безуспешно пыталась вести переговоры с Nintendo относительно менее строгой политики лицензирования (Nintendo ограничивала их лицензиатов выпуском только пяти игр ежегодно, и требовала, чтобы их игры в течение первых двух лет были выпущены только под NES).
Несмотря на проблемы с Nintendo, Tengen продолжала производить игры для Sega Mega Drive/Genesis, Sega Master System, Sega Game Gear, Sega CD, Atari Lynx, и NEC TurboGrafx-16. Компания также публиковала игры для домашних компьютеров, таких как Amiga и Atari ST. Она наиболее известна портами популярных аркадных игр Atari, включая Klax, Hard Drivin’, STUN Runner и Paperboy, хотя они публиковали множество других релизов.
После того, как в 1993 году Time Warner купила контрольный пакет акций Atari Games, бренд Tengen был упразднен, и домашние игры были теперь выпущены под брендом Time Warner Interactive (TWI).

## Игры для NES
- 720° (имел имеющую лицензию версию Mindscape)
- After Burner (выпущена как лицензионная версия Sunsoft в Японии)
- Alien Syndrome (выпущена как лицензионная версия Sunsoft в Японии)
- Fantasy Zone (не связанный с версией, выпущенной Sunsoft в Японии)
- Gauntlet (лицензировалась и одновременно не имела лицензию)
- Gauntlet II (выпущена как лицензионная версия Mindscape)
- Indiana Jones and the Temple of Doom (выпущена как лицензионная версия Mindscape и одновременно нелицензированная версия),
- Klax (выпущена как лицензионная версия Hudson Soft в Японии)
- Ms. Pac-Man (первоначальный порт, не связанный с версией для Famicom от Namco 1985 года, которая была выпущена в Северной Америке в 1993),
- Pac-Man (лицензированная и одновременно не имевшая лицензию версия для Северной Америке. Ранее была выпущена в Японии в 1985. Namco позже выпустила в Северной Америке непосредственно в 1993)
- Pac-Mania (разработана Namco, но не выпущенная в Японии)
- RBI Baseball (выпущенный как Pro Yakyuu Family Stadium в Японии Namco; был выпущен и в лицензионной, и нелицензионной версиях в Северной Америке),
- RBI Baseball 2 (продолжения являются оригинальными играми, несвязанными с «Семейным Стадионом»),
- RBI Baseball 3
- Road Runner
- RoadBlasters (релиз Sega Mega Drive/Genesis)
- Rolling Thunder (выпущена как лицензионная версия Namco в Японии)
- Shinobi
- Skull & Crossbones
- Super Sprint
- Tetris: The Soviet Mind Game
- Toobin’
- Vindicators